# Römische Straße bei Sağlıklı
Koordinaten: 37° 2′ 53,3″ N, 34° 54′ 18,5″ O

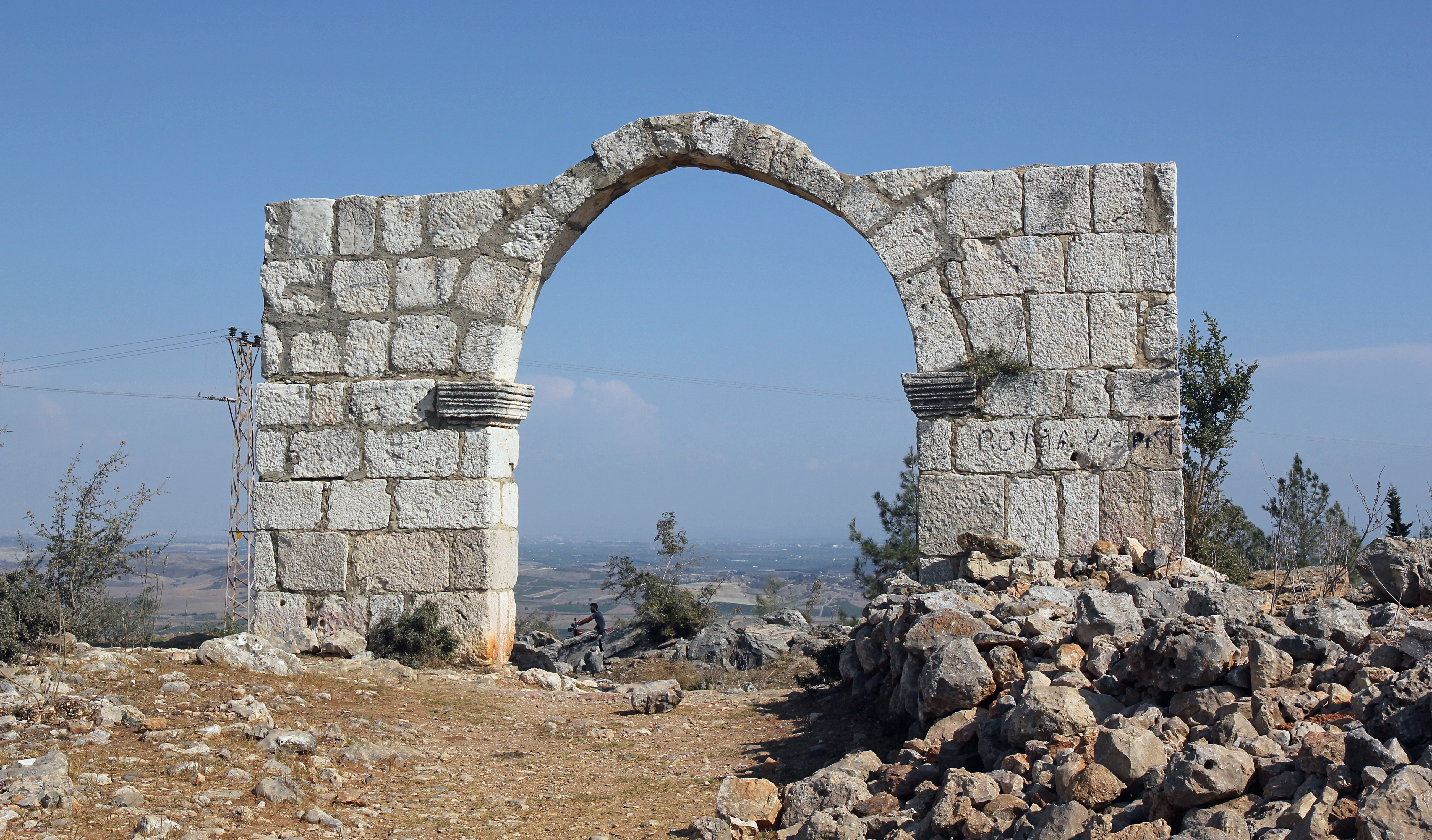
Straßentor von Westen

Die Römische Straße bei Sağlıklı ist ein Teil der Römerstraße Via Tauri im Bezirk Tarsus der türkischen Provinz Mersin. Diese überquerte auf dem Weg von Tarsos (heute Tarsus) über die Kilikische Pforte nach Ikonion (heute Konya) das Taurusgebirge. Das Straßensystem wurde ab 72 n. Chr., dem Zeitpunkt der Einrichtung der Provinz Cilicia unter Vespasian, gebaut. Nördlich von Sağlıklı ist ein mehrere Kilometer langer Abschnitt gut erhalten. Er ist am Anfang von einem Tor überspannt.

## Straße
Nordwestlich der Ortschaft Sağlıklı, etwa 12 Kilometer nördlich von Tarsus, geht die Straße von dem von der Küste kommenden Anstieg in einen nahezu ebenen Teil über, der auf der Strecke nach Kırıt (antik wahrscheinlich Mopsukrenai), etwa 3,5 Kilometer nördlich, gut erhalten ist. Die Straße ist zwischen 2,94 und 3,00 Meter breit und sorgfältig gepflastert. Die Kalksteinplatten sind etwa 0,40 Meter breit und querverlegt, die Seiten bestehen aus Randsteinquadern. Höhenunterschiede werden mittels 0,10 bis 0,15 Meter hohen Stufen ausgeglichen. Radspuren, von denen frühere Reisende gelegentlich berichten, sind in diesem Abschnitt nicht auszumachen.

## Tor
An der Übergangsstelle in den waagrechten Verlauf steht ein schlichtes Tor. Seine lichte Weite beträgt 4,11 Meter, die Bogenhöhe 5,20 Meter. Es hat eine Gesamtbreite von 8,80 Metern, die Pfeiler sind etwa 2,35 Meter breit und 1,00 Meter tief. Das Bauwerk besteht aus einfach bearbeiteten Quadern aus Kalkstein von unterschiedlicher Größe. Durch die mangelhafte handwerkliche Qualität der Verarbeitung lässt sich eine Datierung in die klassische Römische Kaiserzeit ausschließen. Dies wird bestätigt durch die Tatsache, dass die Durchlassbreite für eine Quadriga zu gering ist. Spuren eines Vorgängerbaus sind in der näheren Umgebung nicht zu erkennen. Daher kann es sich nicht um einen kaiserlichen Triumphbogen handeln. Der deutsche Byzantinist Hansgerd Hellenkemper nimmt an, dass das Tor von Bewohnern eines früheren Ortes bei Sağlıklı oder einem Grundeigentümer in Eigeninitiative an der Stelle errichtet wurde, an der die Straße von Norden von der Kilikischen Pforte kommend den Ausblick auf die kilikische Landschaft eröffnet. In Sağlıklı sind in einigen Häusern Spolien aus spätrömisch-frühbyzantinischer Zeit zu beobachten. Als Entstehungszeit nimmt er frühestens das 4., wahrscheinlicher das 5. bis 6. Jahrhundert an.

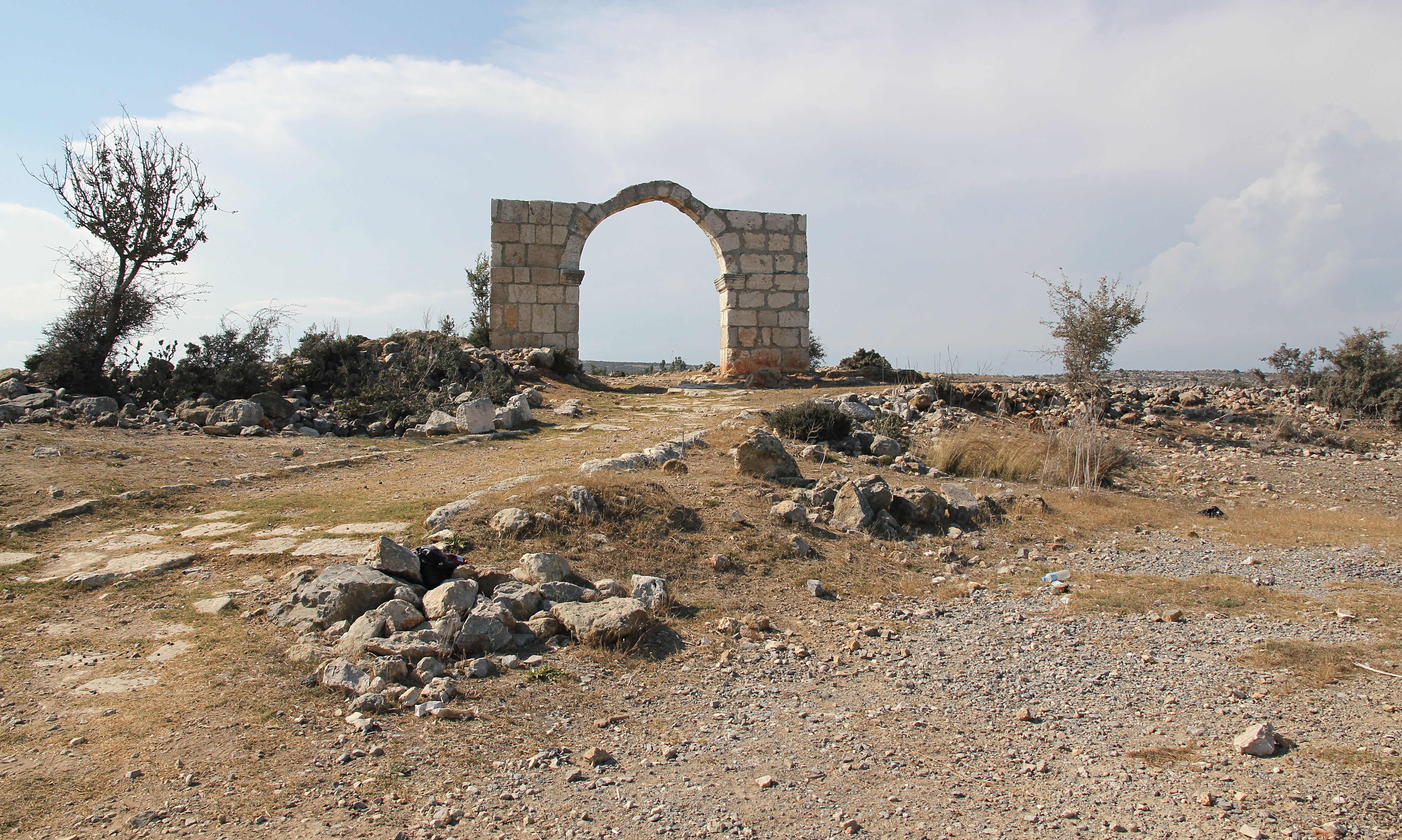
Tor von Osten
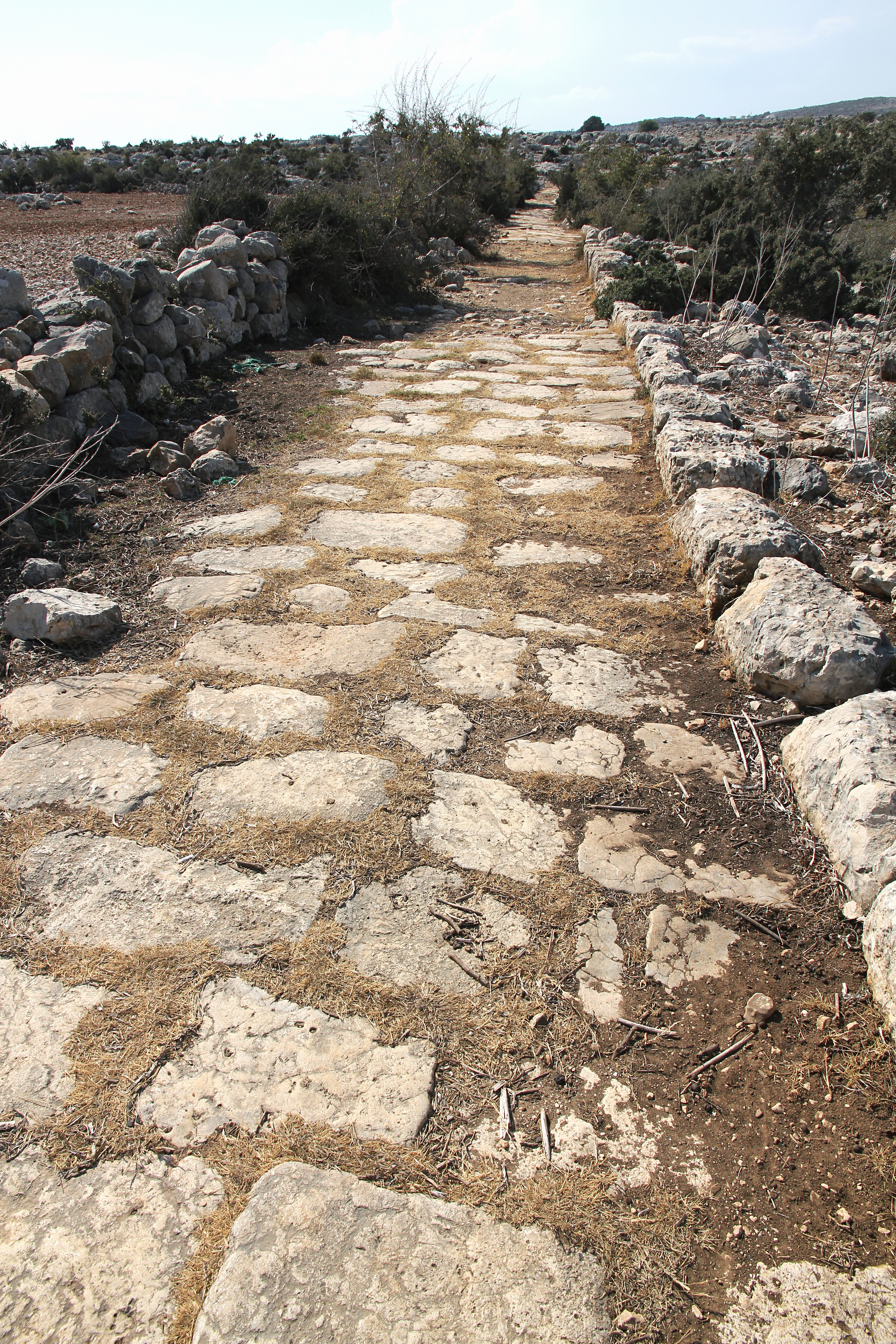
Straßenverlauf nach Nordwesten